# Бджолоїдка райдужна
Бджолоїдка райдужна, щурка райдужна (Merops ornatus) — вид сиворакшеподібних птахів. 
Мешкає в Австралії. Райдужну бджолоїдку прикрашає багатоколірне, яскраве пір'я. Це невеликий і дуже рухомий птах. Основною її їжею є бджоли, яких бджолоїдка перш ніж з'їсти вправно позбавляє небезпечного жала.

## Ареал
Влітку райдужна бджолоїдка мешкає на більшій частині території Австралії і Тасманії, за винятком лісових районів. Вона зимує на півночі Австралії, в Новій Гвінеї і на островах Індонезії.

## Спосіб життя
Райдужні бджолоїдки — суспільні птахи. Тільки під час гніздового періоду птаха тримаються парами. Всією зграєю райдужні бджолоїдки влаштовуються на нічліг в густому чагарнику або на великих деревах. Ці «спальні» бувають настільки переповнені, що птахи торкаються один одного крилами. Інша «суспільна подія» — це прийняття сонячних ванн. Птахи усаджуються на гілках дерев і підставляють променям сонця свої спини. Бджолоїдки часто злітають з дерева на землю, де купаються в піску. Завдяки «пісочним» процедурам вони чистять пір'я і позбавляються від паразитів. Бджолоїдки гніздяться в посушливих районах з рідколіссям з листопадних дерев.

## Харчування
У райдужних бджолоїдок є звичка сидіти на телеграфних стовпах або гілках усохлих дерев, звідки вони спостерігають за потенційною здобиччю. Птахи вертять головою в різні боки, щоб бачити все навколо себе і не прогавити комах, що пролітають мимо. Ці птахи помічають бджолу, на відстані 5-10 метрів і негайно кидаються на неї. Тільки найспритнішим комахам вдається уникнути дзьоба бджолоїдки. Птахи, що полюють на бджіл, нечутливі до їх отрути, проте, зловивши бджолу, птах спочатку позбавляє її жала. Процедура по відділенню жала проводиться птахом дуже спритно: райдужна бджолоїдка тримає бджолу в дзьобі і потирає її черевцем об гілку, щоб відірвати жало разом з отруйною залозою. Неперетравлювані частини здобичі бджолоїдка відригує.

## Розмноження

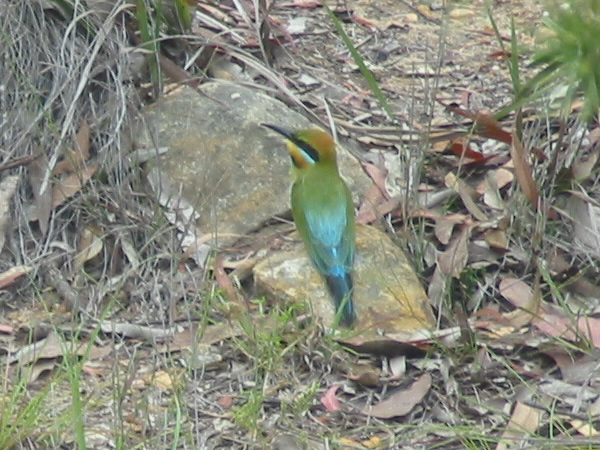

Райдужні бджолоїдки утворюють пари відразу ж після повернення на місця гніздування. Птахи вітають один одного радісними трелями. Частиною шлюбного ритуалу є показ скуйовдженого пір'я на голові і помах хвостом. Перед спаровуванням самець дає самці символічний подарунок у вигляді спійманих комах. Обидва птахи разом викопують гніздову нору, яку вони риють своїм міцним і гострим дзьобом. При цьому птахи відкидають лапами розпушену землю назад. Бджолоїдка може використовувати одночасно обидві лапи, тому що спирається об землю дзьобом і згинами шпалер крил. Птах може за день поглибити нору на 8 см.
Самка після спаровування з перервою в два дні відкладає поодинці яйця. Проте гнізда райдужних бджолоїдок часто розорюються хижаками, в результаті гине вся кладка або пташенята, що вилупилися. Основні вороги цих птахів — великі ящірки, дикі собаки і лисиці. Пташенят, що вилупилися, вигодовують обидва батьки. Сім'я тримається разом навіть після того, як пташенята стають на крило. Молоді птахи допомагають своїм батькам, а іноді й іншим дорослим птахам вигодовувати пташенят з наступної кладки.